# Supercoppa degli Emirati Arabi Uniti 2024
La UAE Super Cup 2024 è stata la sedicesima edizione dell'era professionista della UAE Super Cup, su ventiquattro edizioni totali della competizione. Si è disputata il 12 dicembre 2024 allo Stadio Al-Maktum di Dubai. La sfida ha visto contrapposte lo Shabab Al-Ahli, secondo classificato nella UAE Pro League 2023-2024, e l' Al-Wasl, vincitore sia della UAE Pro League 2023-2024 che della Coppa del Presidente degli Emirati Arabi Uniti 2023-2024.
La sfida questa volta è conclusa con la vittoria, dopo i calci di rigore, dello Shabab Al-Ahli che, nonostante si fosse fatto rimontare il doppio vantaggio iniziale, è riuscito ad aggiudicarsi, per la settima volta nella sua storia il trofeo, vincendo la lotteria dei rigori per 4-1.

## Tabellino
| Arbitro: | Szymon Marciniak |

|                                     |                      |                                             |
| Giménez 58’ Fábio Lima 90+8’ (pen.) | Marcatori            | 45+2’ Guilherme Bala 53’ Milivojević        |
| Fábio Lima Caio Canedo Giménez      | Tiri di rigore 1 – 4 | Azmoun Al Ghassani Milivojević Kauan Santos |

| Al Wasl | Shabab Al Ahli |

|                 |    |                   |         |
|                 |    |                   |         |
| P               | 1  | Khaled Al-Senani  |         |
| D               | 44 | Salem Al-Azizi    | 71’ 75’ |
| D               | 25 | Alexis Pérez      | 52’ 59’ |
| D               | 15 | Jeong Seung-hyun  |         |
| D               | 4  | Soufiane Bouftini | 44’     |
| C               | 11 | Majed Suroor      | 34’ 59’ |
| C               | 31 | Nicolás Giménez   |         |
| C               | 6  | Siaka Sidibe      | 59’     |
| A               | 8  | Haris Seferovic   | 37’ 75’ |
| A               | 10 | Fábio Lima        |         |
| A               | 7  | Ali Saleh (c)     |         |
| Panchina:       |    |                   |         |
| C               | 77 | Jonatas Santos    | 59’     |
| D               | 33 | Srđan Mijailović  | 59’     |
| D               | 12 | Abdulrahman Saleh | 59’     |
| D               | 14 | Rodrigo Oliveira  | 75’     |
| A               | 17 | Caio Canedo       | 75’     |
| D               | 19 | Takashi Uchino    |         |
| C               | 23 | Tahnoon Al-Zaabi  |         |
| A               | 9  | Adama Diallo      |         |
| P               | 32 | Mohamed Qayoudhi  |         |
| C               | 18 | Malek Janeer      |         |
| D               | 3  | Yousif Al-Mheiri  |         |
| C               | 5  | Ali Salmeen       |         |
| Allenatore:     |    |                   |         |
| Miloš Milojević |    |                   |         |

|             |    |                       |         |
|             |    |                       |         |
| P           | 22 | Hamad Al-Meqbali      |         |
| D           | 17 | Bogdan Planić         |         |
| D           | 50 | Saeed Suleiman        | 67’     |
| D           | 13 | Renan                 |         |
| D           | 16 | Rikelme               | 77’     |
| C           | 40 | Luka Milivojević      |         |
| C           | 10 | Federico Cartabia (c) | 74’ 77’ |
| C           | 66 | Saeid Ezatolahi       | 37’ 67’ |
| A           | 57 | Yuri César            | 57’ 85’ |
| A           | 77 | Guilherme Bala        | 45’     |
| A           | 20 | Sardar Azmoun         |         |
| Panchina:   |    |                       |         |
| C           | 80 | Breno Cascardo        | 67’     |
| D           | 24 | Igor Gomes            | 82’ 67’ |
| A           | 11 | Yahya Al Ghassani     | 77’     |
| C           | 31 | Kauan Santos          | 77’     |
| A           | 9  | Moanes Dabour         | 85’     |
| C           | 26 | Eid Khamis            |         |
| D           | 5  | Walid Abbas           |         |
| C           | 18 | Mohammad Juma         |         |
| C           | 18 | Hareb Abdullah        |         |
| A           | 19 | Mateusão              |         |
| P           | 23 | Rakan Al-Menhali      |         |
| P           | 12 | Hassan Hamza          |         |
| Allenatore: |    |                       |         |
| Paulo Sousa |    |                       |         |